# سالینگبرگ
سالینگبرگ (به آلمانی: Sallingberg) یک منطقهٔ مسکونی در اتریش است که در ناحیه تسوتل واقع شده‌است. سالینگبرگ ۵۱٫۶۳ کیلومتر مربع مساحت دارد ۷۶۶ متر بالاتر از سطح دریا واقع شده‌است.